# Herman Maes

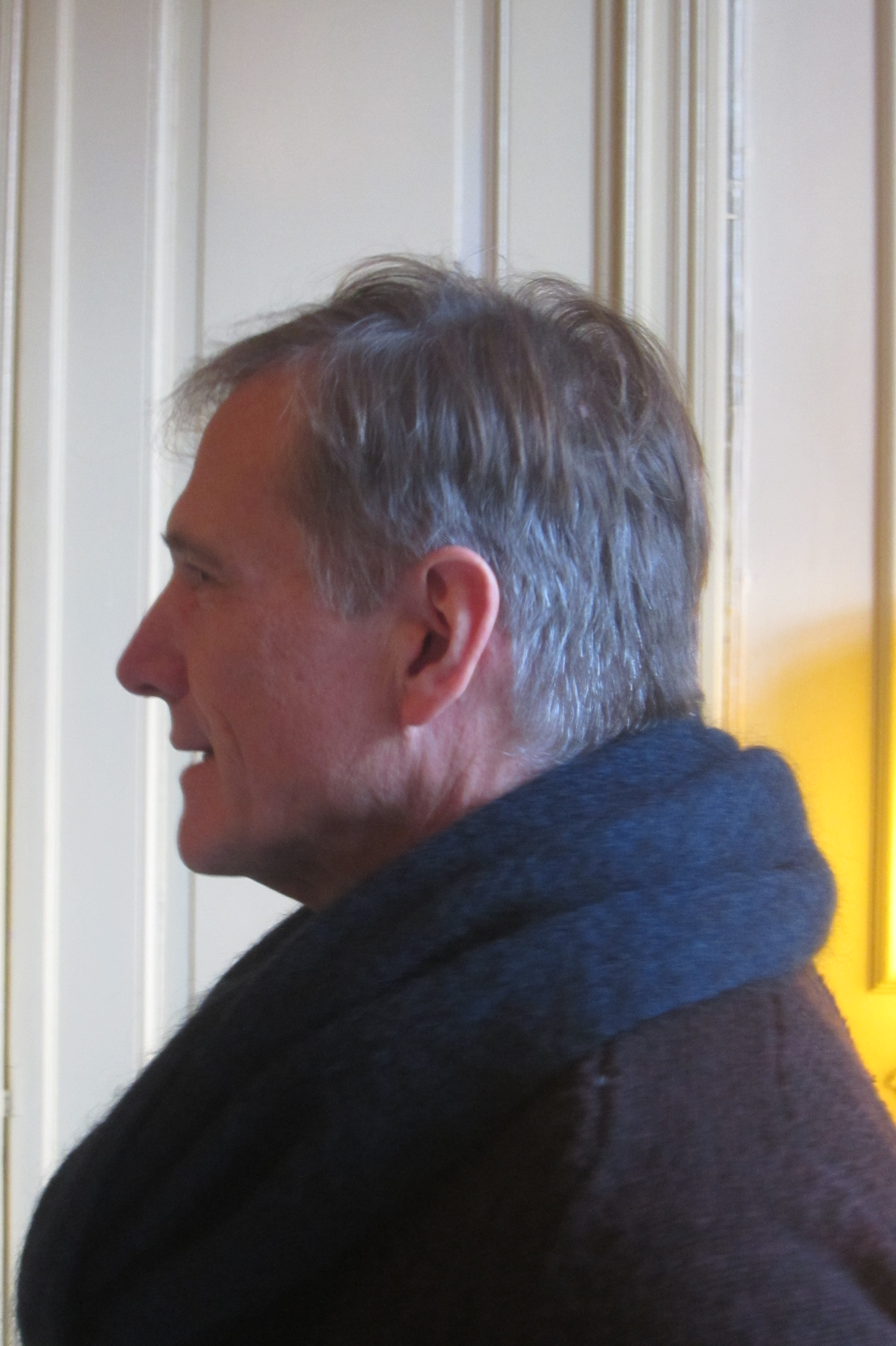
Herman Maes, 2017

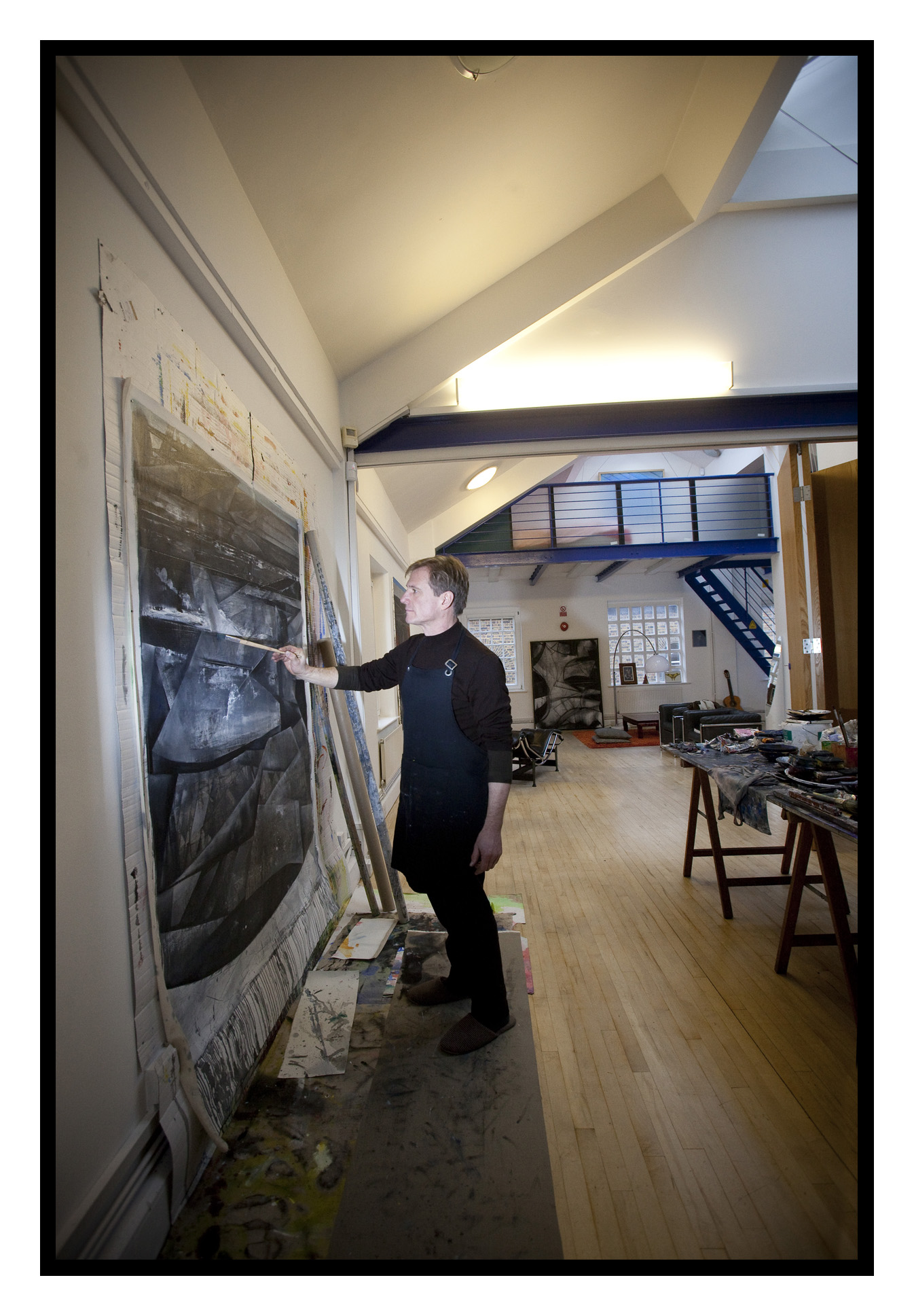
Herman Maes in zijn atelier in Londen

Herman Maes (Kinshasa, 1959) is een Belgische kunstenaar die woont en werkt in Hasselt (België) en Londen (UK). Zijn werk bestaat uit installaties, schilderijen, tekeningen en illustraties, en situeert zich op het grensgebied tussen abstractie, verbeelding en realiteit.

## Biografie
Herman Maes groeide op in Kinshasa, Congo, in een artistieke familie. Zijn grootvader was Karel Maes, een pionier van de abstracte kunst in België. Zijn vader, Piet Maes, was een bekende meubelmaker. Op zijn zevende verhuisde hij naar België. Hij studeerde Schilderkunst aan de Provinciale Hogeschool Limburg in Hasselt. Tijdens zijn tweede jaar, in 1979, won hij de Godecharleprijs voor Schilderkunst. Vanaf 1983 ging hij aan de slag als lesgever aan de Academie voor Beeldende Kunsten in Heusden-Zolder.
Herman Maes bleef naast het lesgeven actief in het artistieke milieu: hij stelde tentoon in binnen-en buitenland, en was lid als voorzitter en ondervoorzitter van de kunstenaarsorganisatie Nieuw Internationaal Cultureel Centrum 'Nicc' (2000-2004). Sinds 2009 woont en werkt hij in Hasselt en Londen. 

Herman Maes is eveneens curator van tentoonstellingen die handelen over de historische Avant-garde in België.

## Solotentoonstellingen (selectie)
- 2014, Cultureel Centrum Maasmechelen, Maasmechelen (B)
- 2009, Galerij Anne Mertens, Leuven (B)
- 2008, Cultureel Centrum, Hasselt (B)
- 1996, Galerij Joanna Talbot 't Hoft, Maastricht (NL)
- 1994, Provinciaal Museum van Hedendaagse Kunst, Hasselt (B)
- 1992, Galerij Wolf, Düsseldorf (D)
- 1992, Galerij Contempo Art Gallery, Eindhoven (NL)
- 1991, Galerij Quintus, Antwerpen (B)
- 1987, Galerij Isy Brachot, Brussel (B)
- 1985, Galerij De Lege Ruimte, Brugge (B)
- 1985, Galerij Baronian, Brussel (B)
- 1984, Galerij 121, Antwerpen (B)
- 1983, Provinciaal Museum van Hedendaagse Kunst, Hasselt (B)

## Groepstentoonstellingen (selectie)
- 2011, 'Rue Julien Dulait', Gert Robijns & Art Assist, Fred Eerdekens, Philippe Van Snick, Vincent Geyskens, Gert Robijns, Herman Maes, Charleroi (B)
- 2010, 'Winter Exhibition', KD Art, Lowet de Wotrenge Fine Art, Antwerpen (B)
- 2000, 'Mo(u)veMENTS', Koninklijk Museum voor Schone Kunsten, Antwerpen (B)
- 1992, 'Le Cadavre Repris', Galerij M, Berlijn (D)
- 1991, 'Kunst in Automat-Automaten Kunst', Galerij van der Milwe, Aken (D)
- 1991, 'Die Natur Geht Irhen Weg', Galerij Signe, Aken (D)
- 1989, H. Maes, P. Sochaki, L. Vandevelde & 'Horus Archives of Sandor Kardos', Het Apollohuis, Eindhoven (NL)
- 1988, 'Le Cadavre Repris', B.W.A. Krakow (P)
- 1988, 'Die Leere mit Bedacht gefüllt', Jan Fabre, B. Queeckers, L. Copers, L. Vandevelde, P.Sochaki, J. Geys, H. Maes, Gesellschaft für Aktuelle Kunst, Breemen (D)
- 1988, Stedelijk Museum Actuele Kunst (S.M.A.K), Gent (B)
- 1986, Collectie Ludwig, Keulen (D) `
- 1986, 'Euregionale 1', Neue Galerie Sammlung Ludwig, Aken(D)
- 1985, 'Sculpturaal Schilderen', Brakke Grond, Amsterdam (NL)
- 1983, 'Diagonale', Montevideo, Kate Blacker, Frank Dornself, Niek Kemps, Wolfgang Luÿ, David Mach, Henk Visch, Erwin Wurm, Herman Maes, Antwerpen (B)